# El profesor Cojonciano
El professor Cojonciano és una sèrie de còmic protagonitzada pel personatge homònim i creada per Óscar Nebreda per a la revista El Jueves el 1977. Va ser publicada sense interrupció fins a 2010, la qual cosa la converteix en una de les més duradores de la revista.

## Argument
En els seus inicis, en plena Transició espanyola, un context en què els tabús sexuals van començar a caure, el seu protagonista portava un consultori sexual, des del qual instruïa als espanyols de llavors. Amb el temps Cojonciano va variar els seus temes i es va convertir en un sociòleg a peu de carrer. Cada setmana prenia nota de qualsevol notícia d'actualitat, a la qual més estrafolària, i la tractava en clau d'humor. L'objectiu era burlar-se de les modes i del concepte de progrés.
Malgrat aquests canvis, el professor Cojonciano sempre va tenir el mateix aspecte: un home calb, barbut i amb ulleres.

## Trajectòria editorial
A més de la seva publicació seriada, la historieta ha estat objecte de successives recopilacions. Així, quan l'Editorial Formentera portava les regnes d'El Jueves van veure la llum dos monogràfics com a part de la col·lecció El Jueves - Suplement mensual. Es tracta de Consultori Sexual del Professor Cojonciano (1979) i Professor Cojonciano (2es Parts) (1980).
Des de la creació d'Edicions El Jueves en 1982 i de la seva col·lecció Pendones del Humor s'han editat els següents àlbums: 
- 3. Como ligar 1
- 1. ¡Ajo, mi nene!
- 17. Ice cream
- 23. Litronas
- 35. Mucho morro
- 47. ¡Qué heavy!
- 59. ¡Música, maestro!
- 71. Qué punto!
- 83. Metiendo bulla
- 95 ¡Ponme crema!
- 107 ¡Chicha!
- 118 ¡Chinchín!
- 129.¡Dame algo!
- 136 ¡Como me pones!
- 143. Fulltontis
- 147. Vamos a darnos un homenaje

I en la seva successora Nous Pendons de l'Humor
- 5 ¡Está que te cagas!
- 19 Es lo único que sabes hacer bien: fumar
- 31 Te lo juro por la cobertura de mi móvil
- 51 El código cojonci.[4]

## Valoració
El crític Manuel Darias la va incloure en la seva llista d'obres mestres de la historieta espanyola en el seu vessant còmic.